# Anarchistyczny ruch oporu w Hiszpanii
Anarchistyczny ruch oporu w Hiszpanii skierowany był przeciwko reżimowi gen. Francisco Franco (1939–1975). W dziejach antyfrankistowskiej walki zbrojnej wyróżnianych jest kilka okresów. Pierwszy z nich rozpoczyna się zaraz po zakończeniu wojny domowej w 1939 roku i trwa do końca lat 40. XX wieku. W tym okresie anarchiści byli jedną z części antyfrankistowskiej partyzantki (uczestniczyły w niej również ugrupowania lewicowo-republikańskie i komunistyczne), a działania zbrojne toczyły się tylko w Hiszpanii. Okres ten charakteryzuje duża liczba ofiar, zarówno po stronie partyzantów, jak i służb bezpieczeństwa frankistowskiej Hiszpanii, ponieważ walki przybierały często charakter regularnych bitew.
Po wycofaniu się w 1948 roku oddziałów większości ugrupowań komunistycznych i lewicowych oraz podpisaniu w 1949 roku sojuszu gospodarczo-wojskowego pomiędzy Hiszpanią i USA, charakter działań zbrojnej opozycji anarchistycznej zmienił się. Unikały one starć z wojskiem koncentrując się na atakach na konkretne osoby, napadach rabunkowych itp.
Ostatnim okresem są lata 1960–1975 kiedy rozpoczyna działalność druga generacja zbrojnego ruchu oporu, w dużej części niebiorąca udziału w wojnie domowej. Ten okres charakteryzuje „umiędzynarodowienie”, zarówno składu grup, jak i zakresu działań. Ataki tych grup miały charakter terrorystyczny – większość z nich odbywała się poza granicami Hiszpanii i dotyczyła celów pośrednich (ataki na lotniska, biura turystyczne, ambasady itp.), jednocześnie zmniejsza się również liczba ofiar. Ataki anarchistów w tym okresie miały raczej charakter propagandowy, a grupy dbały o to aby w ich atakach nikt nie został ranny. Jednocześnie „poluzowaniu” ulega frankistowska dyktatura i mniejsza liczba opozycjonistów otrzymuje wyroki śmierci. Po śmierci Franco, anarchiści rozpoczynają odbudowę organizacji anarchistycznych w kraju, nie podejmując już działań zbrojnych na szerszą skalę.

## Po wojnie domowej
Pierwszego kwietnia 1939 roku generał Francisco Franco ogłosił oficjalnie koniec wojny domowej w Hiszpanii. Anarchiści, stanowili w tej wojnie jedną z głównych pod względem liczebności sił, które przeciwstawiły się zamachowi stanu przeciwników Republiki. Po zakończeniu działań wojennych odbudowanie ruchu anarchistycznego w istniejącej przed wojną formie nie było możliwe. Jak podaje Franciszek Ryszka: „'Pierwsza' Hiszpania, która poparła rebelię, miała zapewniony spokój i poczucie bezpieczeństwa. Ta 'druga', zastraszona i zdemoralizowana, zadręczała się swoją polityczną przeszłością. Najbliżsi przebywali w więzieniu, na wygnaniu bądź ponieśli śmierć w obronie Republiki. Tym Hiszpanom pozostało milczeć lub zaprzeć się swoich politycznych przekonań. Niektórzy wybierali służalczą postawę wobec reżimu w nadziei na spokój i oddalenie zagrożenia”.

### Hiszpańscy anarchiści we Francji

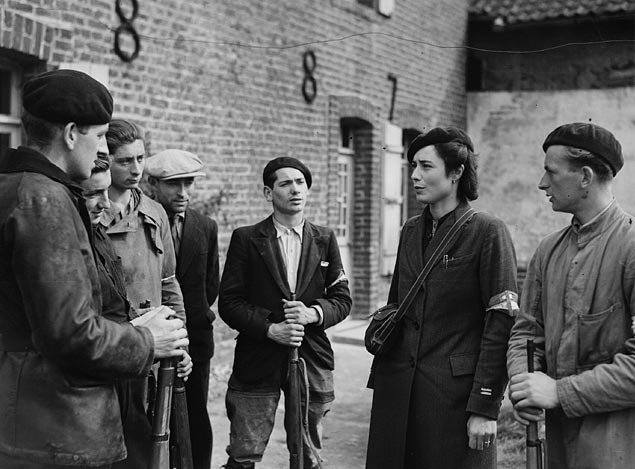
Członkowie jednego z oddziałów partyzanckich we Francji.

W ostatnim okresie i po zakończeniu wojny domowej ok. 500 tysięcy osób opuściło Hiszpanię. Duża część trafiła do obozów internowania we Francji. Po zajęciu Francji przez III Rzeszę w 1940 roku, uczestniczyli oni w działaniach francuskiego ruchu oporu. Kiedy Niemcy przegrały wojnę, uchodźcy hiszpańscy rozpoczęli przygotowania do powrotu z bronią w ręku do swojego kraju. Panowało powszechne przekonanie, że alianci po zwycięstwie nad Trzecią Rzeszą zajmą się teraz rządami generała Franco. Już w czasie trwania walk we Francji, anarchiści ukrywali broń i organizowali infrastrukturę mającą później służyć walce z Franco. Dzięki temu ruch oporu w Hiszpanii zyskał po wojnie duże wsparcie.

### Hiszpański Ruch Wolnościowy
W 1939 roku z inicjatywy anarchistów którzy opuścili Hiszpanię powstał Hiszpański Ruch Wolnościowy (MLE). W jego skład weszły trzy główne organizacje anarchistyczne: Krajowa Konfederacja Pracy (CNT), Iberyjska Federacja Anarchistyczna i Iberyjska Federacja Młodzieży Wolnościowej (FIJL). Celem organizacji było koordynowanie działań hiszpańskich organizacji anarchistycznych, które działały w podziemiu w samej Hiszpanii, jak i w ośrodkach emigracyjnych na całym świecie.

## Anarchistyczna partyzantka w Hiszpanii 1939–1944
Mimo represji, do jakich dochodziło pod rządami Franco, część anarchistów, którzy z przymusu bądź własnego wyboru pozostali na terenie Hiszpanii, przeszło do działań partyzanckich przeciwko nowym władzom. W działaniach partyzanckich, poza anarchistami, brały udział wszystkie ugrupowania, które w czasie wojny domowej walczyły po stronie republiki.
Pierwsze anarchistyczne grupy partyzantów powstały już w ostatniej fazie wojny domowej, na terenach wiejskich. Pierwsza faza walki partyzanckiej trwała od 1939 do 1944 roku. W tym okresie prowadzone były akcje przeciwko mniejszym oddziałom frankistowskim oraz działania tzw. małego sabotażu. Walki partyzanckie toczyły się głównie w rejonie Kordowy i Grenady. Najbardziej znane grupy anarchistyczne z tego okręgu to: grupa braci Munoz zwana „Los Jubilez”; oddział Francisco Corchado Silveira (pseudonim Lazarete); grupa pod dowództwem Perico (pseudonim El Manco); grupa dowodzona przez człowieka o przydomku El Portugue; grupa Manuela Fernandeza (pseudonim El Secretario) oraz Norberta Castillejo Jimenez’a (pseudonim Veneno).
Inne rejony aktywnej działalności to: Andaluzja (wokół górskich rejonów Ronda, Betica i Penibetica); od wyżyn Cuenca aż do granicy francuskiej przy Huesca wraz z dużą częścią prowincji Teruel; Sierra de Guadarrama i Sierra de Gredos otaczające prowincje Madryt, Segowia i Ávila, wzgórza wokół Toledo; Sierra Morena poprzez prowincję Badajoz, od Huelva na zachodzie do Albacete na wschodzie; Nawarra oraz Asturia.
W operacjach przeciwko partyzantom brały udział regularne jednostki wojskowe oraz hiszpańska Legia Cudzoziemska, przy wsparciu artylerii i lotnictwa. Brak danych co do strat partyzantów w tym okresie, natomiast straty Guardia Civil w walce z partyzantką mogły sięgnąć nawet tysiąca zabitych.

### Próba inwazji na Hiszpanię
Największa operacja partyzancka została przeprowadzona w październiku 1944 roku z inicjatywy liderów Hiszpańskiej Partii Komunistycznej (KPH) we Francji. Podjęli oni próbę bezpośredniej inwazji przez Pireneje, powołania na terenie Hiszpanii tymczasowego rządu republikańskiego oraz wywołania w kraju powszechnego powstania przeciwko Franco. Obiektem ataku miała być dolina Arán. W akcji wzięło udział ponad 4 tys. partyzantów, większość należała do KPH, ale duży odsetek stanowili również anarchiści i niezależni socjaliści. 3 października dokonano pierwszego ataku na dolinę, drugi nastąpił cztery dni później. Wojska hiszpańskie były doskonale zorientowane w zamiarach atakujących i dobrze przygotowały się do obrony. W walkach zginęło ponad 200 partyzantów, a 800 wzięto do niewoli, przy symbolicznych stratach armii Franco. W tej sytuacji Santiago Carrillo, lider KPH, odwołał oddziały z powrotem do Francji. Część z partyzantów nie usłuchała rozkazu i przeniknęła w głąb Hiszpanii, wzmacniając istniejące tam oddziały lub działając na własną rękę.

## Partyzantka po zakończeniu II wojny światowej
Przyjmuje się, że w partyzanckich oddziałach od 1944 roku do 1952 roku mogło działać nawet do 40 tysięcy osób, ale w liczbie tej uwzględnia się także kurierów, osoby zaopatrujące walczących w żywność i współpracujący w jakikolwiek inny sposób. Franciszek Ryszka twierdzi, że uzbrojonych partyzantów było około 6 tysięcy, brytyjski historyk Antony Beevor szacuje ich liczbę na ok. 8 tys. osób. Jeśli chodzi o straty po stronie sił rządowych oraz partyzantów, jedynym źródłem są informacje podane oficjalnie przez hiszpańskie kanały rządowe. Mówią one o 628 poszkodowanych wśród Guardia Civil (w tym 258 zabitych). Wśród rebeliantów straty wyniosły 5548 osób: 2166 zabitych, 3382 wziętych do niewoli. Wszystko to podczas około 2000 starć, będących niekiedy regularnymi bitwami. Do tego należy dodać 19 407 osób aresztowanych za pomoc partyzantom. Istnieje jednak duże prawdopodobieństwo że dane te są zaniżone. Brytyjski historyk Antony Beevor szacuje, że tylko w latach 1947–1949, aresztowanych zostało ok. 60 tys. osób pod zarzutem pomocy dla partyzantów.
W 1947 roku rząd frankistowski wprowadził dekret Prawo o bandytyzmie i terroryzmie (Decreto de Ley de Bandidaje y Terrorismo), który legalizował prowadzone do tej pory w warunkach stanu wojennego działania antypartyzanckie. Prawo przewidywało wysokie kary (do śmierci włącznie) za jakąkolwiek pomoc dla działaczy ugrupowań zbrojnych. Prawo pozwalało skazywać pod zarzutem „zbrojnej napaści na władzę” osoby dopuszczające się „zakłócenia porządku publicznego” o charakterze politycznym. W tym samym roku rząd wprowadził do walki specjalne oddziały antypartyzanckie. Były to doskonale wyszkolone grupy mające imitować oddziały antyfrankistowskie, tak samo jak oni ubrane i uzbrojone. Przyczyniły się one do rozbicia wielu zgrupowań partyzanckich. Silne represje za pomoc partyzantom, oraz fakt, że niektóre oddziały zdegenerowały się przechodząc do zwykłej działalności przestępczej, sprawia, że na wielu terenach oddziały antyfrankistowskie przestają otrzymywać pomocy od miejscowej ludności.
W 1948 roku z partyzantki wycofują się oddziały komunistyczne. Był to efekt spotkania Stalina z delegacją hiszpańskich komunistów. Przywódca ZSRR przekonał ich do zaprzestania walki partyzanckiej. W spotkaniu uczestniczyli przedstawiciele KPH na wygnaniu: Dolores Ibárruri, Santiago Carrillo i Francisco Antón.
Rozmowy pomiędzy rządem Hiszpanii i USA prowadzone nieoficjalnie od 1949 roku, doprowadzają w 1953 roku do podpisania dokumentu przewidującego sojusz gospodarczo-wojskowy. Przekreśla to jakiekolwiek nadzieje na stworzenie siły zdolnej do obalenia reżimu lub wywołania w Hiszpanii powszechnego powstania. W tej sytuacji część oddziałów ruchu antyfrankistowskiego zostaje rozwiązanych. Po tych wydarzeniach ruch oporu przestaje być ruchem względnie masowym, którego liczebność liczy się w tysiącach osób. Walkę zbrojną prowadzą dalej prawie wyłącznie anarchiści.

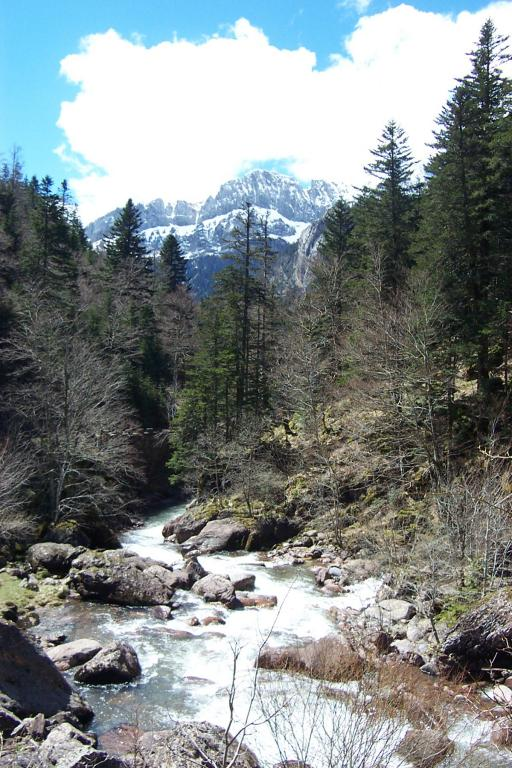
Partyzanci przedostawali się z Francji do Hiszpanii przez Pireneje. Na zdjęciu jedna z przełęczy w górach.

Anarchista Miguel Garcia, członek „Gangu Talliona”, tak opisywał ich działania: „Jeśli chodzi o ruch wolnościowy, ruch oporu nigdy nie umarł, a pod koniec II wojny światowej został wzmocniony towarzyszami, którzy walczyli po stronie aliantów i chcieli działać w niezależnych grupach. Przekraczali granicę i kontaktowali się z towarzyszami na zewnątrz; czynili spustoszenie w infrastrukturze reżimu poprzez sabotaż elektrowni, przemysłu i bankowości, jednocześnie przechodząc do Francji i z powrotem, robiąc ze straży granicznej kompletnych głupców. Czasami miały miejsce nieuniknione starcia z Guardia Civil, która zaczęła odnosić się do nich ze strachem”.
Najbardziej znanymi grupami z tego okresu były: „Gang Talliona” (operujący prawie wyłącznie w Barcelonie), grupa braci Sabaté, grupa Jose Luisa Faceriasa, grupa „Los Manos”, grupa dowodzona przez Ginesa Pina oraz komando zorganizowane przez Jose Culebra (pseudonim „Primo”). Większość tych grup została rozbita pod koniec 1949 roku, podczas szeroko zakrojonej akcji frankistowskich służb bezpieczeństwa.

### „Gang Talliona”
Aktywność „Gangu Talliona” (taką nazwę nadała grupie policja) rozpoczęła się wraz z końcem wojny domowej i trwała do października 1949 roku. Był on jedyną dobrze zorganizowaną grupą działającą w tym czasie w samej Barcelonie. Po zakończeniu działań wojennych anarchiści zaczęli organizować tajne spotkania. Już na samym początku zadecydowano o ponownym podjęciu walki partyzanckiej w miastach.
W czasie II wojny światowej grupa pracowała dla alianckiego wywiadu. Organizowali oni siatki przerzutowe dla zestrzelonych lotników alianckich oraz fałszowali dokumenty rządowe.
W celu zdobycia funduszy na działalność grupy, organizowane były napady na banki i wymuszenia od bogatych fabrykantów.
Najbardziej spektakularnym dokonaniem „Gangu Talliona” była akcja na hotel „Casita Blanca” będący miejscem erotycznych schadzek dla bogatych i wpływowych ludzi. Podczas najścia zgromadzono wszystkich klientów lokalu na głównej sali, trzymano ich tam przez cztery godziny, zabierając biżuterię, pieniądze i wszelkie inne cenne rzeczy. Akcja miała poważne reperkusje, ponieważ wśród zebranych na sali byli znani politycy, ludzie biznesu i wysoko postawione damy, którzy wzajemnie się rozpoznali.
„Grupa Talliona” została rozbita podczas masowych aresztowań wśród ruchu anarchistycznego w październiku 1949 roku.

### Grupa Los Manos
Grupa Los Manos została założona i kierowana przez Wenceslao Jimeneza (pseudonim „Wences”). Jimenez urodził się on 26 stycznia 1922 roku w Gijon. Jego ojciec był aktywistą CNT. „Wences” początkowo działał w grupie socjalistycznej, ale później zainteresował go anarchizm. W 1946 roku został aresztowany, a po wyjściu z więzienia przyłączył się do ruchu oporu przeciwko Franco.
Prawdopodobnie około 1949 roku założył grupę „Los Manos”. Należeli do niej m.in.: Jorge Pons, Jamie Albana, Placido Ortiz oraz Simon Gracia Fleringan. Brak dokładnych informacji o działaniach grupy. Wiadomo, że grupa dokonała nieudanego zamachu (wspólnie z grupą braci Sabaté) na komisarza policji Edwardo Quintela w Barcelonie. „Los Manos” brali też udział w operacji przeciwko zdrajcom współpracującym ze służbami bezpieczeństwa. Podczas tej akcji udało im się zranić Antonio Seba, prawą rękę Eliseo Melisa Diaz’a, – byłego członka CNT, który zdradził i przeszedł na stronę służb bezpieczeństwa. Po zamachu zaprzestał aktywnej współpracy z policją. Wiadomo również, że Los Manos w odpowiedzi na represje po nieudanym zamachu na Quintelę, ostrzelali z porwanego samochodu policyjny patrol, raniąc dwóch funkcjonariuszy, w tym jednego ciężko. Grupa została rozbita podczas fali represji w październiku i listopadzie 1949 roku.
9 stycznia 1950 roku Wenceslao Jimenez został ciężko ranny w policyjnej zasadzce i zażył cyjanek, aby nie dostać się żywym w ręce służb bezpieczeństwa.
Prawdopodobnie nie przeżył nikt, kto brał udział w działaniach „Los Manos”.

### Grupa Josepa Lluísa Faceriasa
Josep Lluís Facerias (pseudonim „Face”) był działaczem Krajowej Konfederacji Pracy (CNT), w czasie wojny domowej walczył w oddziałach anarchistycznych, został wzięty do niewoli, po wyjściu z obozu koncentracyjnego, zaangażował się w odbudowę podziemnego ruchu anarchistycznego.
We współpracy z Francisco Sabaté, w grudniu 1947 roku, zorganizował zbrojną wyprawę do Hiszpanii. Tam grupa brała udział w szeregu napadów i zamachów, kilkukrotnie przekraczając granicę z Francją.
Pod koniec listopada 1949 roku Facerias zbiegł do Włoch, gdzie zorganizował kilka dużych napadów na banki, z których zdobyte środki przeznaczył na finansowanie walki przeciwko reżimowi Franco.
W lutym 1957 roku Facerias powrócił do Francji z zamiarem ponownego zebrania grupy i wznowienia działalności w Hiszpanii. 30 sierpnia zostaje zabity w zasadzce przygotowanej przez hiszpańską policję.

### Grupa braci Sabaté

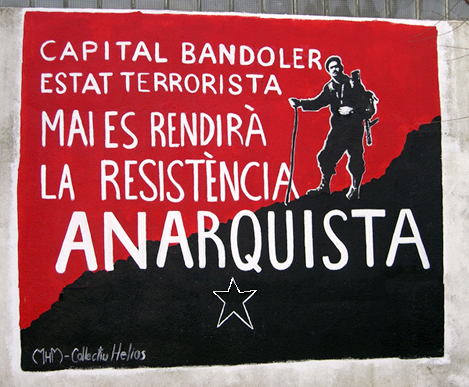
Mural w hiszpańskim mieście Sant Celoni poświęcony pamięci Francisco Sabaté

Anarchistyczni partyzanci zgromadzeni wokół charyzmatycznych braci Jose i Francisco Sabaté nie stanowili zwartej organizacji, poza braćmi Sabaté skład grupy podlegał nieustannej rotacji.
Grupa powstała w 1945 roku, dokonując szeregu napadów rabunkowych na domy bogatych przedsiębiorców i przedstawicieli władz. W październiku grupa odbija dwóch wiezionych anarchistów. W maju 1946 roku po zabiciu przez policję członka grupy Jamie Paras Adana działania grupy cichną na kilka lat.
W 1949 roku, grupa dokonuje szeregu zamachów bombowych, napadów i zabójstw przedstawicieli władz.
W październiku 1949 roku hiszpańska policja przeprowadza szeroko zakrojoną akcję przeciwko anarchistycznemu ruchowi oporu. 17 października 1949 r. podczas próby aresztowania Jose Sabaté zabija jednego policjanta i kilku rani, sam zostaje ciężko ranny i umiera w drodze do szpitala.
W 1955 roku Francisco Sabaté wraz z innymi anarchistami zakłada organizację „Grupy Anarchosyndykalistyczne” (GAS). Członkowie GAS wykorzystywali niekonwencjonalne metody propagandy. Jedną z nich był specjalny moździerz własnej konstrukcji, który pozwalał na wystrzeliwanie pakietów ulotek na odległość ponad 100 metrów. GAS ostatecznie zawiesiły swoją działalność zimą 1956/1957 po okresie ostrych represji, w wyniku których aresztowano 43 działaczy CNT, oskarżając ich o współpracę z grupą. Jednak Francisco Sabaté nadal prowadził swoją działalność.
5 stycznia 1960 roku podczas kolejnej wyprawy do Hiszpanii, zostaje zabity przez policję.
Śmierć Francisco Sabaté kończy okres pierwszej generacji anarchistycznego ruchu oporu przeciwko Franco, wywodzącego się bezpośrednio z doświadczeń hiszpańskiej wojny domowej.

### Inne akcje zbrojnego ruchu oporu

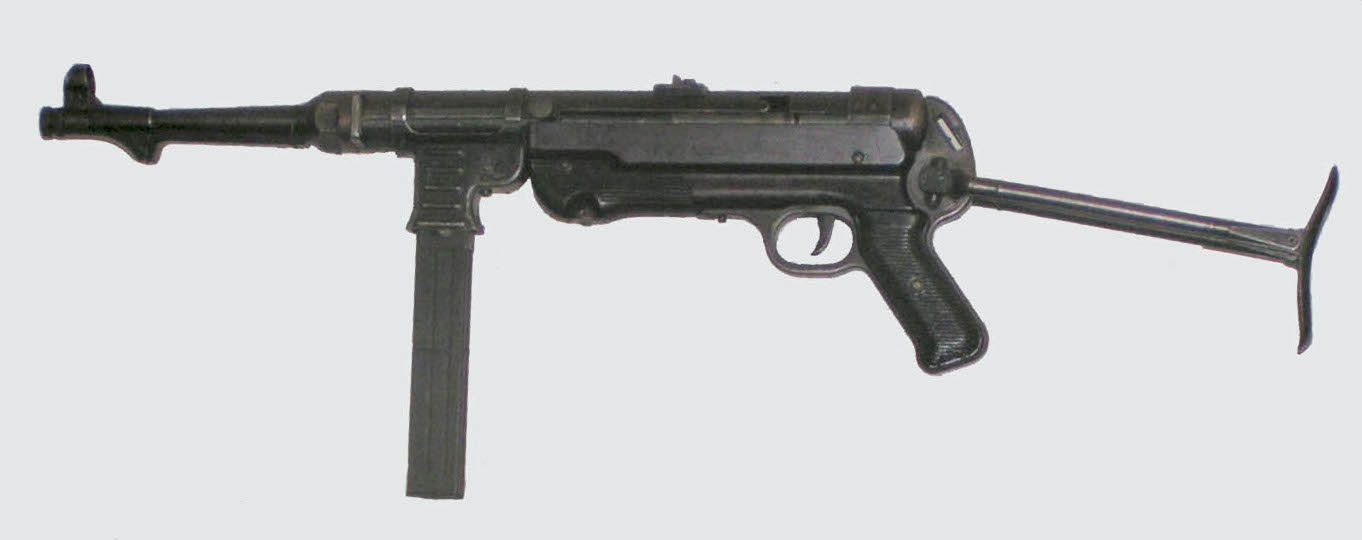
Niemiecki pistolet maszynowy MP 40, broń chętnie używana przez partyzantów

Poza wymienionymi grupami w Hiszpanii działali także inni aktywiści walczący zbrojnie z rządem gen. Franco.
W kwietniu 1949 roku anarchista Pedro Adrover podłożył bombę w barcelońskiej katedrze, wybuch nie wyrządził większych szkód. Adrover był jednym z tych, którzy po przegranej wojnie domowej zostali internowani we Francji, a potem walczyli w Resistance. Po zakończeniu II wojny światowej powrócił do Hiszpanii. 30 maja 1949 roku, Adrover próbował przeprowadzić zamach na „Banco Espanol de Credito”, podczas wizyty gen. Franco w Barcelonie. Podczas podkładania zapalonego ładunku został spostrzeżony przez patrol i musiał salwować się ucieczką. Wśród innych jego dokonań jest m.in. wysadzenie komisariatu policji w Barcelonie oraz trybuny honorowej przed Paradą Zwycięstwa. Adrover został aresztowany 5 listopada 1949 roku w Barcelonie. Skazano go na karę śmierci i rozstrzelano 14 marca 1952 roku.
Z szeregu innych akcji ruchu oporu, warto też wspomnieć o próbie zamachu na Franco podczas regat w Bahia de la Concha, we wrześniu 1948 roku. Organizatorem operacji był anarchista Laureano Cerrada Santos. Plan polegał na obrzuceniu bombami z samolotu motorówki dyktatora. Zakup samolotu sfinansowano z napadu na bank „Credit Lyonnais” w Paryżu w 1944 roku. W podłodze został wykonany specjalny otwór, przez który działacz anarchistyczny Antonio Ortiz miał zrzucić na cel 20 kilogramów bomb lotniczych. Zamachowcom udało się bez problemów wkroczyć w przestrzeń powietrzną Hiszpanii i dolecieć prawie nad samą zatokę, gdzie odbywały się regaty, ale akcja została przerwana z powodu przybycia sześciu hiszpańskich myśliwców.

## Druga generacja zbrojnego ruchu oporu
W latach 60. XX wieku zdecydowana większość osób dotychczas aktywnych w grupach walki zbrojnej w Hiszpanii zginęło lub siedziało w więzieniu. W ruchu anarchistycznym zaczęto powoli skłaniać się ku działaniom mającym wymiar propagandowy, które poruszyłyby opinię publiczną na świecie i doprowadziły do zachwiania, a w konsekwencji upadku reżimu Franco. Niektórzy młodzi działacze jednak nadal wierzyli w skuteczność walki zbrojnej.

### Iberyjski Rewolucyjny Dyrektoriat Wyzwolenia
Iberyjski Rewolucyjny Dyrektoriat Wyzwolenia (IRDW) była to platforma jednocząca hiszpańskich przeciwników gen. Franco i portugalskich bojowników walczących z dyktaturą António Salazara. Portugalczycy rekrutowali się głównie ze zwolenników generała Humberto Delgado, lidera opozycji wobec dyktatury Salazara. Hiszpanie z kolei byli głównie anarchistami żyjącymi na wygnaniu w Wenezueli. Dyrektoriat powstał na początku 1960 roku. Już w marcu tego roku jego działacze IRDW przeprowadzają zamach na ratusz w Barcelonie. W czerwcu 1960 r. w skoordynowanej akcji na terenie Portugalii i Hiszpanii, wybuchają kolejne bomby pod budynkami rządowymi.
W 1961 roku IRDW zaplanował spektakularną operację, która według założeń grupy, miała zmobilizować opinię publiczną i siły wrogie reżimom Franco i Salazara. 22 stycznia 1961 roku działacze Dyrektoriatu porywają portugalski liniowiec SS Santa Maria. Akcji nadano kryptonim „Operacja Dulcinea”. Główny plan został opracowany przez, hiszpańskiego anarchistę Jose Velo Mosquera (pseudonim Pepe). W skład komanda wchodziły 24 osoby. Atak został przeprowadzony przez sześcioosobową hiszpańską drużynę, kiedy statek był już na wodach międzynarodowych. Na pokładzie znajdowało się 350 członków załogi oraz 586 pasażerów. Po przejęciu kontroli nad statkiem (rannych zostało dwóch członków załogi, jeden zmarł w wyniku odniesionych ran), porywacze nadawali przez radio komunikaty skierowane przeciwko dyktaturom Franco i Salazara. Po 12 dniach okupacji członkowie komanda skorzystali z azylu zaoferowanego przez prezydenta Brazylii i skierowali statek do portu w Recife. 3 lutego złożyli broń i zostali przewiezieni do koszar wojskowych, gdzie uzyskali status uchodźców politycznych.
W listopadzie tego samego roku 6 członków dyrektoriatu, porwało portugalski samolot na trasie Casablanca-Lizbona i wykorzystało go do zrzucenia ulotek i manifestów nad stolicą Portugalii, odlatując następnie do Tangeru, gdzie aresztowały ich marokańskie władze.

### Defensa Interior
Defensa Interior (DI) powstała we wrześniu 1961 roku z inicjatywy drugiego kongresu Hiszpańskiego Ruchu Wolnościowego. Celem DI było przypomnieć światu, że reżim Franco nadal istnieje i ma się coraz lepiej z powodu rozwijającej się turystyki oraz politycznemu i finansowemu wsparciu USA. Do innych zadań należało także: wyrażenie solidarności z bojownikami walczącymi w Hiszpanii, zwrócenie uwagi opinii publicznej na rosnącą liczbę więźniów politycznych w tym kraju, zakłócenie działań dyplomatycznych reżimu Franco oraz zadanie jak największych strat finansowych poprzez uderzenie w turystykę. Metodami działania miały być sabotaż, propaganda oraz zamachy bombowe. Grupa dokonała kilkudziesięciu zamachów w takich krajach jak Hiszpania, Włochy, Watykan, USA, Francja, Holandia.
Defensa Interior była prekursorem późniejszych grup anarchistycznych takich jak Grupa Pierwszego Maja, GARI czy Angry Brigade.
Defensa Interior została rozwiązana w 1965 roku na kongresie Hiszpańskiego Ruchu Wolnościowego w Montpellier. Decyzja ta doprowadziła do rozłamu w Ruchu. Działacze opowiadający się za kontynuowaniem walki zbrojnej z dyktaturą Franco utworzyli nową grupę pod nazwą „Grupo Primero de Mayo” (Grupa Pierwszego Maja).

### Grupa Pierwszego Maja
30 kwietnia 1966 r. bojownicy „Grupo Primero de Mayo” przeprowadzili swoją pierwszą akcję. Porwano w Rzymie hiszpańskiego wysłannika kościelnego, czterdziestoletniego Marcosa Ussia. Do pierwszych aresztowań w Grupie doszło już 24 października hiszpańskie służby specjalne aresztowały w Madrycie pięcioosobowy oddział Grupy.
W 1967 roku Grupa zmieniła strategię i zaczęła atakować również cele nie związane bezpośrednio z Hiszpanią. Organizacja jest odpowiedzialna za kilkadziesiąt ataków bombowych głównie na ambasady, lotniska i biura turystyczne. W akcjach tych nikt nie zginął. Ostatnim zamachem przeprowadzonym przez organizację było wysadzenie w powietrze części lotniska Heathrow w Londynie, używaną przez samoloty Iberii.
Po tym ataku aktywność grupy zaczęła zanikać.

### Iberyjski Ruch Wyzwolenia-Autonomiczne Grupy Walki
W grudniu 1970 roku powstała nowa anarchistyczna grupa walki zbrojnej Iberyjski Ruch Wyzwolenia-Autonomiczne Grupy Walki (IRW-AGW). Jej działacze wywodzili się z ruchu strajkowego w hiszpańskim przemyśle samochodowym. IRW-AGW dokonywał napadów na banki, z których finansował działalność propagandową. IRW-AGW stało się znane dzięki brawurowym akcjom w Hiszpanii takim jak napad na komisariat policji, z którego działacze grupy zabrali maszyny drukarskie, zarekwirowane wcześniej przez policję podczas rewizji. IRW-AGW jako formalna organizacja dokonała samorozwiązania w sierpniu 1973 roku Jednak służby bezpieczeństwa nadal tropiły jej działaczy.
25 września 1973 roku w Barcelonie wielu działaczy Iberyjskiego Ruchu Wyzwolenia wpadło w pułapkę, przygotowaną przez policję w ramach operacji przeciwko IRW-AGW. Podczas strzelaniny zginął jeden policjant, kilku członków grupy zostało rannych. 7 i 8 stycznia 1974 roku sąd wojenny skazał działaczy grupy Puiga Anticha i Heinza Chez na karę śmierci, a pozostałych aresztowanych na kary od 5 do 30 lat więzienia. 1 marca skazani na śmierć zostali uduszeni garotą. Puig Antich był działaczem poważanym w kręgach anarchistycznych w całej Europie, więc kiedy wiadomość o egzekucji obiegła świat, w wielu miejscach na świecie doszło do demonstracji. W Saragossie wybuchły zamieszki z policją, w Walencji anarchiści podpalili policyjne samochody, w Madrycie zniszczono kilka budynków rządowych. W trakcie spontanicznych akcji zaatakowano hiszpańskie cele w: Paryżu, Dublinie, Tuluzie, Perpignan, Lyonie, Bolonii, Rzymie, Mediolanie, Genui, Brukseli, Genewie, Luksemburgu, Liverpoolu i Londynie.

### Front Rewolucyjny Antyfaszystowski i Patriotyczny
Front Rewolucyjny Antyfaszystowski i Patriotyczny był organizacją powstałą zbrojnego oporu powstałą w 1971 roku. Do 1971 roku działała również pod nazwą Front Republikański Akcji Ludowej), organizacja znana jest również pod skrótem FRAP.

## Ostatnie lata frankizmu

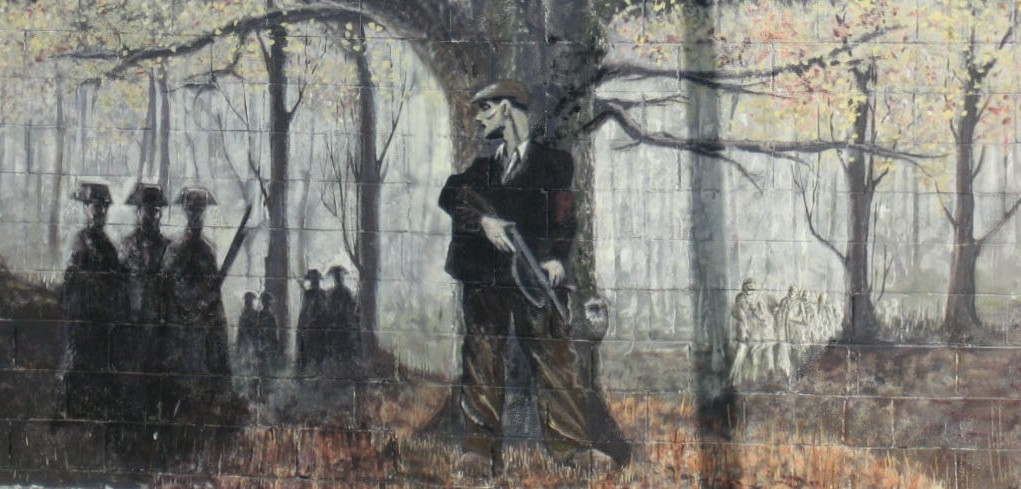
Mural w Barcelonie upamiętniający działania partyzantki antyfrankistowskiej, fotografia z 2005 r.

Ostatnią grupą anarchistyczną, która przeprowadzała akcje zbrojne przeciwko rządom Franco były Międzynarodowe Rewolucyjne Grupy Akcji (MRGA).
23 marca 1974 roku członkowie MRGA podłożyli 3 bomby na drogach prowadzących z Francji do Hiszpanii w proteście przeciwko egzekucji Puiga Anticha. Dwieście metrów przed ładunkami zostały postawione tablice, ostrzegające o umieszczonych ładunkach. 3 maja działacze grupy porwali dyrektora „Bank of Bilbao” w Paryżu, Angela Balthasara Suareza. 7 maja przedstawiono żądania grupy: publikacja wszystkich tekstów i komunikatów w mediach; wolność dla Santiago Soler Amino (ciężko chorego anarchisty przebywającego w więzieniu); uwolnienie wszystkich więźniów politycznych, którym upłynęły terminy odsiadywania kary. 22 maja Suarez został uwolniony w okolicach Paryża. Tego samego dnia aresztowano 9 osób podejrzewanych o udział w porwaniu.
15 lipca MRGA wysadziła w powietrze budynek episkopatu w Andorze, a następnego dnia eksplozje zniszczyły 13 autokarów służących do przewozu pielgrzymów do Lourdes.
W październiku 1974 roku MRGA zakończyło swoją działalność, po tym jak 23 członków grupy zostało aresztowanych w związku z atakami na hiszpańskie cele w Europie.
Generał Franco zmarł 20 listopada 1975 roku, po długiej i ciężkiej chorobie, rezultatem czego dalsze istnienie antyfrankistowskiego ruchu oporu traciło swój sens.

## Ruch oporu w kulturze masowej
Na podstawie luźnej interpretacji biografii Francisco Sabaté powstał film Behold a Pale Horse (A oto koń siny) z 1964 roku, w reżyserii Freda Zinnemanna. W rolach głównych wystąpili w filmie min. Gregory Peck, Anthony Quinn, Omar Sharif. Rozpowszechnianie filmu było zakazane w Hiszpanii do czasu śmierci Franco. W 1966 emisję filmu zaplanowała amerykańska telewizja publiczna jednak na skutek protestu hiszpańskiego rządu pokaz został odwołany w ostatniej chwili.
W 1975 roku José Antonio de la Loma wyreżyserował film Metralleta „Stein” (Karabin „Stein”, znany również pod tytułem Blind Vendetta), który w podobnie luźny sposób nawiązuje do życiorysu Francisco Sabaté.
Walki partyzanckie w Hiszpanii po zakończeniu wojny domowej, są tłem historycznym dla filmu Labirynt fauna w reżyserii Guillermo del Toro, z 2006 roku.